# Astana Pro Team/Saison 2018
Diese Liste beschreibt die Mannschaft und die Erfolge des Radsportteams Astana Pro Team in der Saison 2018.

## Erfolge in der UCI WorldTour
In der Saison 2018 gelangen dem Team nachstehende Erfolge in der UCI WorldTour.
| Datum       | Rennen                          | Sieger              |
| ----------- | ------------------------------- | ------------------- |
| 24. Februar | Omloop Het Nieuwsblad           | Michael Valgren     |
| 6. April    | 5. Etappe Baskenland-Rundfahrt  | Omar Fraile         |
| 15. April   | Amstel Gold Race                | Michael Valgren     |
| 25. April   | 1. Etappe Tour de Romandie      | Omar Fraile         |
| 28. April   | 4. Etappe Tour de Romandie      | Jakob Fuglsang      |
| 9. Juni     | 6. Etappe Critérium du Dauphiné | Pello Bilbao        |
| 21. Juli    | 14. Etappe Tour de France       | Omar Fraile         |
| 22. Juli    | 15. Etappe Tour de France       | Magnus Cort Nielsen |
| 17. August  | 5. Etappe BinckBank Tour        | Magnus Cort Nielsen |
| 12. Oktober | 4. Etappe Türkei-Rundfahrt      | Alexei Luzenko      |

## Erfolge in der UCI Asia Tour
In der Saison 2018 gelangen dem Team nachstehende Erfolge in der UCI Asia Tour.
| Datum             | Rennen                       | Kat. | Sieger              |
| ----------------- | ---------------------------- | ---- | ------------------- |
| 16. Februar       | 4. Etappe Oman-Rundfahrt     | 2.HC | Magnus Cort Nielsen |
| 17. Februar       | 5. Etappe Oman-Rundfahrt     | 2.HC | Miguel Ángel López  |
| 13.–18. Februar   | Gesamtwertung Oman-Rundfahrt | 2.HC | Alexei Luzenko      |
| 19. März          | 2. Etappe Tour de Langkawi   | 2.HC | Riccardo Minali     |
| 21. März          | 4. Etappe Tour de Langkawi   | 2.HC | Riccardo Minali     |
| 29. September     | 1. Etappe Tour of Almaty     | 2.1  | Davide Villella     |
| 30. September     | 2. Etappe Tour of Almaty     | 2.1  | Luis León Sánchez   |
| 29.–30. September | Gesamtwertung Tour of Almaty | 2.1  | Davide Villella     |

## Erfolge in der UCI Europe Tour
In der Saison 2018 gelangen dem Team nachstehende Erfolge in der UCI Europe Tour.
| Datum          | Rennen                              | Kat. | Sieger              |
| -------------- | ----------------------------------- | ---- | ------------------- |
| 10. Februar    | Vuelta a Murcia                     | 1.1  | Luis León Sánchez   |
| 16. April      | 1. Etappe Tour of the Alps          | 2.HC | Pello Bilbao        |
| 17. April      | 2. Etappe Tour of the Alps          | 2.HC | Miguel Ángel López  |
| 19. April      | 4. Etappe Tour of the Alps          | 2.HC | Luis León Sánchez   |
| 4. Mai         | 2. Etappe Tour de Yorkshire         | 2.1  | Magnus Cort Nielsen |
| 12. Juli       | 6. Etappe Österreich-Rundfahrt      | 2.1  | Alexei Luzenko      |
| 9. August      | 3. Etappe Vuelta a Burgos           | 2.HC | Miguel Ángel López  |
| 16.–19. August | Gesamtwertung Arctic Race of Norway | 2.HC | Sergei Tschernezki  |

## Erfolge in den Nationalen Straßen-Radsportmeisterschaften
In den Rennen der Nationalen Straßen-Radsportmeisterschaften 2018 konnte das Team nachstehende Titel erringen.
| Datum    | Rennen                                       | Sieger          |
| -------- | -------------------------------------------- | --------------- |
| 21. Juni | Ukrainische Meisterschaft – Einzelzeitfahren | Andrij Hrywko   |
| 27. Juni | Kasachische Meisterschaft – Einzelzeitfahren | Daniil Fominych |
| 28. Juni | Estnische Meisterschaft – Einzelzeitfahren   | Tanel Kangert   |
| 1. Juli  | Kasachische Meisterschaft – Straßenrennen    | Alexei Luzenko  |

## Mannschaft
| Teamkader 2018                               | Teamkader 2018     | Teamkader 2018 | Teamkader 2018                |
| Name                                         | Geburtsdatum       | Land           | Vorheriges Team               |
| -------------------------------------------- | ------------------ | -------------- | ----------------------------- |
| Pello Bilbao                                 | 25. Februar 1990   | Spanien        | Caja Rural-Seguros RGA (2016) |
| Schandos Bischіgіtow                         | 10. Juni 1991      | Kasachstan     | Vino 4-ever SKO (2016)        |
| Dario Cataldo                                | 17. März 1985      | Italien        | Team Sky (2014)               |
| Magnus Cort Nielsen                          | 16. Januar 1993    | Dänemark       | Orica-Scott (2017)            |
| Laurens De Vreese                            | 29. September 1988 | Belgien        | Wanty-Groupe Gobert (2014)    |
| Daniil Fominych                              | 28. August 1991    | Kasachstan     | Astana Continental (2013)     |
| Omar Fraile                                  | 17. Juli 1990      | Spanien        | Dimension Data (2017)         |
| Jakob Fuglsang                               | 22. März 1985      | Dänemark       | RadioShack-Nissan (2012)      |
| Oscar Gatto                                  | 1. Januar 1985     | Italien        | Tinkoff (2016)                |
| Jewgeni Giditsch                             | 19. Mai 1996       | Kasachstan     | Vino-Astana Motors (2017)     |
| Dmitri Grusdew                               | 13. März 1986      | Kasachstan     | Ulan (2008)                   |
| Jesper Hansen                                | 23. Oktober 1990   | Dänemark       | Tinkoff (2016)                |
| Jan Hirt                                     | 21. Januar 1991    | Tschechien     | CCC Sprandi Polkowice (2017)  |
| Hugo Houle                                   | 27. September 1990 | Kanada         | AG2R La Mondiale (2017)       |
| Tanel Kangert                                | 11. März 1987      | Estland        | EC Saint-Étienne Loire (2010) |
| Truls Engen Korsæth (1. Jan.–18. Sep., Anm.) | 16. September 1993 | Norwegen       | Joker Byggtorget (2016)       |
| Baqtijar Qoschatajew                         | 28. März 1992      | Kasachstan     | Astana Continental (2014)     |
| Miguel Ángel López                           | 4. Februar 1994    | Kolumbien      | Lotería de Boyacá (2014)      |
| Riccardo Minali                              | 19. April 1995     | Italien        | Colpack (2016)                |
| Moreno Moser                                 | 25. Dezember 1990  | Italien        | Cannondale-Drapac (2016)      |
| Luis León Sánchez                            | 24. November 1983  | Spanien        | Caja Rural-Seguros RGA (2014) |
| Nikita Stalnow                               | 14. September 1991 | Kasachstan     | Astana City (2016)            |
| Ruslan Tleubajew                             | 3. Juli 1987       | Kasachstan     | Astana Continental (2012)     |
| Michael Valgren                              | 7. Februar 1992    | Dänemark       | Tinkoff (2016)                |
| Davide Villella                              | 27. Juni 1991      | Italien        | Cannondale-Drapac (2017)      |
| Andrei Seiz                                  | 14. Dezember 1986  | Kasachstan     | Capec (2005)                  |
| Sergei Tschernezki                           | 9. April 1990      | Russland       | Katusha (2016)                |
| Alexei Luzenko                               | 7. September 1992  | Kasachstan     | Astana Continental (2012)     |
| Andrij Hrywko                                | 7. August 1983     | Ukraine        | ISD (2009)                    |
| Jonas Gregaard (1. Aug.–31. Dez., Stagiaire) | 30. Juli 1996      | Dänemark       | Riwal CeramicSpeed (2018)     |
|                                              |                    |                |                               |
| Quellen: ProCyclingStats Cycling Quotient    |                    |                |                               |

Anmerkung: Truls Engen Korsæth, Karriereende des Sportlers